# The Neverdies
The Neverdies är en svensk pop- och rockgrupp bildad I Vadstena 2009. Gruppen vann radiostationen Bandit Rocks unsignedtävling "Bandit Unsigned" 2010.
År 2011 släpptes två singlar på Warner Music. År 2013 släpptes ytterligare två singlar, "Miss U" och "STHLM". Dessa följdes upp av albumet Sound of a Broken Heart i mars 2014.

## Medlemmar
- Kenny Silver, sång och gitarr
- Anton Stolt, bas
- Simon Billemar, gitarr (2009-2013)
- Rasmus Ejneberg, trummor (2009-2013)
- Meiko DeVall, gitarr (2014)
- Jim Nyström Lööf, trummor (2014)